# 317 (عدد)
317 هو عدد صحيح، يلي العدد 316 وويسبق العدد 318.

## في الرياضيات

### خصائص
- عدد طبيعي.[3]
- عدد فردي.[4][5]
- عدد موجب،[6] السالب منه هو -317.[7]
- عدد اولي

## في التاريخ
- 317 هـ هي سنة في التقويم الهجري.
- هي سنة 317 م في التقويم الميلادي.

## وصلات خارجية
الأعداد الصاتمة، ديوان اللغة العربية.